# Гацка (историческая область)

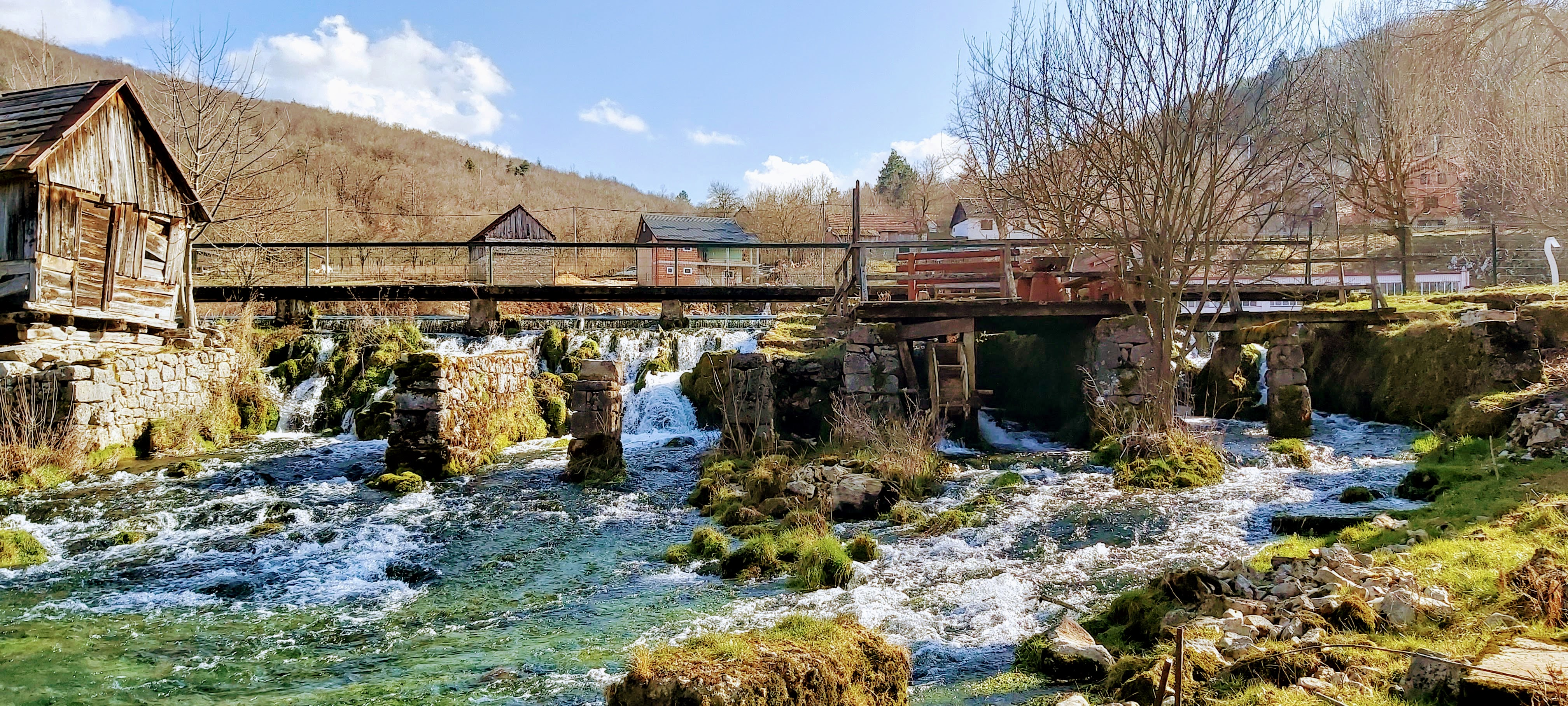
Гацка, Водопад Тонковича (Tonkovića)

Гацка (хорв. Gacka) — историческая область в центральной части Хорватии. Расположена в бассейне одноименной реки, в долине между хребтами Велебит и Мала Капела. Крупнейший город — Оточац.

## История
В VII веке хорватский регион Лика был разделён на три административных единицы, по племенному признаку:
- собственно Лика (Lika),
- Гацка (Gacka) и
- Крбава (Krbava).

Гацка — страна гачан.
В 818 году гачане были частью посольской группы, отправленной далматинским князем Борной вместе с тимочанами ко двору Людовика Благочестивого в Эрсталь. В 819 году Людевит Посавский захватил их земли и выдавил Борну в Винодол. Гачане входили в состав армии Борны, выставленной против Людевита Посавского в битве на реке Купа. В начале битвы гачане отказались подчиняться Борне и перешли на сторону Людевита. Впоследствии Борна вернул себе их земли.
Гачанский город Оточац упомянут в тексте древнейшего хорватского глаголического памятника — Башчанской плиты. Последняя строка надписи на ней гласит «И в те дни Николай из Оточаца соединился со Святой Луцией». Что говорит о том, что на рубеже XI и XII веков (время создания Башчанской плиты) в Оточаце уже был приход и церковь Св. Николая, которые составляли сообщество с церковью Св. Луции на острове Крк.
Вместе с Ликой, Гацка много раз переходила из рук в руки, вместе с нею надолго вошла в состав Королевства Св. Иштвана.
В 1270—1272 годах жупаном Гацки был выдающийся венгерский полководец Петер I Чак.
Около 1300 года Гацка стала владением хорватской княжеской семьи Франкопанов. Сигизмунд Франкопан (1461—1535) основал диоцез в Оточаце.
Гацка и вся Лика многократно опустошались турками-османами. Оточац имело мощные фортификационные укрепления, от которых сохранились лишь фрагменты. В 1619 году над этим городом был возведён треугольный форт с цилиндрическими башнями (в настоящее время в руинах). 
В 1715 г. много хорватов-гачан переселилось в Баранью, где они основали сёла Магоч (Magoč), Бикала (Bikala) и Хаймаш (Hajmaš).
В 1746 году Гацка вошла в состав Военной границы, противостоявшей османскому натиску.
Осенью 1918 г. Гацка, вместе с остальной Хорватией, вошла в состав Государства СХС, а затем — Королевства СХС. Вскоре местным хорватам пришлось столкнуться с великосербским шовинизмом, насаждавшимся династией Карагеоргиевичей.
В апреле 1941 г. Гацка вошла в состав НДХ. В 1943 году почти вся Гацка была захвачена коммунистами-титовцами, жестоко терроризировавшими коренное хорватское население. 13 — 14 июня 1943. в Оточаце прошло заседание титовского АВНОЮ.
18 января 1944 г. немецкие танкисты выбили титовцев из Оточаца. В Гацку вернулась усташская администрация.
15 апреля 1945 г. титовцы снова захватили Гацку. И этот регион разделил общую для всей Хорватии трагическую судьбу.
Во время Югославских войн 1990-х годов Лика и Гацка стали ареной ожесточённых боёв между хорватами и сербами (коммунистами и четниками), провозгласившими на территории Хорватии непризнанную Республику Сербская Краина (РСК). После окончания Отечественной войны и ликвидации РСК хорватские власти провели масштабные восстановительные работы.
Небесными покровителями Гацки считаются Святые Себастьян и Фабиан.

## Природа
В русле реки Гацки немало полостей и пещер. Исследование структуры русла началось лишь во второй половине XX века. До настоящего времени не исследовано ещё больше половины пещер Гацки.